# As-Samawah
Samawah of As-Samawah (Arabisch: السماوة) is een stad in Irak, 280 km ten zuidoosten van Bagdad. De bevolking was 250.000 groot in 2005. De stad As-Samawah is de moderne hoofdstad van de provincie Al-Muthanna. De stad ligt midden tussen Bagdad en Basra, aan de noordelijke rand van de provincie. De provincie werd opgericht in 1975, vóór die datum was het een verenigde provincie samen met Qadissiya (Diwaniya) en Najaf.

## Geschiedenis en bezienswaardigheden
De stad werd gesticht door de Himyarite-stam van Banoe Quda'a rond de 3e eeuw na Chr. Het is gebouwd op beide zijden van de rivier de Eufraat, er zijn vier bruggen in het centrum van de stad voor de kruising tussen de twee delen van de stad. De westelijke oever van de stad bevat het commerciële hart van de stad, en omvat de oude binnenstad en de joodse wijk, Agd al yahood.
De Westelijke Eufraat oever is de locatie van de overdekte markt Suq Al Masgoof, die dateert uit de Ottomaanse periode. De omgeving van de markt is de oude stad met zijn Byzantijnse wirwar van drukke markten en straten.
De oostelijke zijde van de stad, waaronder 'Qushla' heeft een meer moderne uitstraling en bevat een aantal landgoederen en flatgebouwen gebouwd tijdens de jaren 1970 en 1980, waarvan het belangrijkste gebouw in deze zijde van de stad het stadion is.
Dit is de thuisbasis van de plaatselijke Al Samawah FC, aan deze zijde van de stad bevinden zich tevens de technische hogescholen en de HBO. Ook vindt men hier Al Qushla, de historische "Ottomaanse Kazerne".
De bekendste attractie van As-Samawah is de ruïne van de oude Sumerische stad Uruk die uit 4000 v.Chr. dateert. Dit was de grootste stad in Sumerië. Uruk was niet alleen de grootste agglomeratie van de eerste stedelijke beschaving op aarde, maar het is ook de plaats waar het eerste handschrift werd ontdekt. Het oudste dateert uit 3300 v.Chr.
As-Samawah is gebouwd op beide zijden van de Eufraat en is omgeven door honderden palmbossen die een tropisch tintje geven, met name in de zuidelijke en noordelijke voorsteden. Deze bosjes bieden koelte van de verzengende hitte van Mesopotamië en waren de inspiratie voor het beroemde Iraakse volkslied "De Palm van As-Samawah”.
As-Samawah heeft een groot zoutmeer, het Sawa-meer, dat in de betere tijden een toeristische trekpleister was, maar thans in verval geraakt. Het meer ligt op 25 km aan de noordzijde van het centrum en is bereikbaar via de weg. Het meer heeft geen duidelijke bron, geen rivier of oude link naar een zee. Het water is extreem zout als gevolg van zware verdamping in de verzengende hitte in Irak. Een uniek kenmerk van het meer is dat het water boven de grond, omringd wordt door natuurlijke oeverwallen. Een gevolg van het hoge zoutgehalte van het water is dat de dijken zelf herstellen als er een gat wordt gemaakt in de dijk. Het zout niveau levert ook een verbetering van het drijfvermogen op en de vele trekvogels "wandelen" daardoor als het ware op het meer, onder verwijzing naar het Bijbelse verhaal van Jezus.
Al-Muthanna bevat een van de meest beruchte gevangenissen in Irak, die werd gebruikt sinds de tijd van de monarchie (1921-1958). Nigret Al Salman, gelegen in het kleine stadje Al-Salman 200 km ten zuiden van As-Samawah, is een woestijn gevangenis kamp gebouwd in de stijl van een burcht, waar duizenden mensen zijn omgekomen in de afgelopen decennia. Het werd gebruikt om de gevangenen van de "slachting van Dujail" evenals Koerdische gevangenen sinds de eerste Koerdische opstanden van de jaren 1950.
Gedurende 1964 hebben de mensen van As-Samawah populaire faam verworven voor het redden van meer dan 1000 politieke gevangenen van de Iraakse Communistische Partij die werden uitgezonden in een "Train of Death" (Qutar al Maut) in metalen vrachtwagens van Bagdad naar As-Samawah die op weg waren naar de Nigret Al Salman gevangenis in 50 °C warmte. De trein werd aangevallen door mensen van de stad op het station, en de gevangenen werden gevoederd en voorzien van water. Meer dan 100 van de gevangenen waren inmiddels al omgekomen in de verzengende hitte.
De Saray op de oostelijke oever van de As-Samawah is de historische zetel van het gezag in As-Samawah. Het dateert uit de periode van de Ottomaanse Turkse bezetting. Het is de locatie van de vele volksopstanden door de lokale bevolking in de afgelopen eeuw, het meest recent in 1991, toen honderden gevangenen, onder wie vrouwen en kinderen, evenals Koeweitse gijzelaars door de Iraakse bezettingsmacht in 1990 werd bevrijd van hun bewakers door de mensen van As-Samawah.
De medische voorzieningen van As-Samawah zijn sterk verbeterd sinds 2003. De renovatie van het centrale ziekenhuis, met de hulp van de Japanse ontwikkelingsgelden heeft gerealiseerd in een sprong vooruit in de medische voorzieningen voor de bewoners van de provincie. Nieuwe faciliteiten, zoals een MRI-scan zijn toegevoegd aan de bestaande medische diensten.
De bewoners van de As-Samawah hebben enkele eenvoudige en goedkope gebruikelijke manieren om hun stad op te fleuren. De beschildering van de grijze betonnen muren rond officiële gebouwen en scholen met levensechte scènes van As-Samawah. Deze traditie begon in de vroege jaren 1970, maar werd onderbroken tijdens de periode van het bewind van Saddam Hoessein (1979-2003). De muurschilderingen gemaakt sinds 2003 tonen het nieuwe leven sinds de bevrijding.

## Religie
Voornamelijk sjiisme op dit moment. De stad werd bijna volledig afgesneden door Saddam na de tweede Golfoorlog (desert storm). Historisch gezien is As-Samawah echter een gemengde Joodse en Sjiitische stad.
De terreur tegen de joodse minderheid door de Arabische nationalisten in de jaren 1940 en 50 deed de meeste van hen besluiten tot een leven in ballingschap.
De Torat-synagoge, die overgeleverd is sinds de vlucht van de Joden, bestaat nog steeds in het Qushla kwartier van de oostelijke oever van As-Samawah. In 1979-81 tijdens een etnische zuiveringscampagne werden sjiitische Irakezen die geacht waren te zijn van Perzische afkomst gedeporteerd door de Ba'ath-regime van Saddam Hoessein.
Vandaag is er nog een kleine populatie van de Assyrische christenen in de stad.

## Industrieën
De werkloosheid is hoog, hoewel de landbouw en mijnbouw actief zijn. De stad is door het ontbreken van hoogwaardige natuurlijke bronnen zoals olie en gas en een gebrek aan centrale overheidsinvesteringen, erin geslaagd om levendige kleinschalige industrie te handhaven, landbouw alsook andere sectoren.
As-Samawah had de grootste cementfabrieken in het Midden-Oosten in de jaren 70, met een totale productiecapaciteit van 2,85 miljoen ton per jaar. Deze zijn inmiddels in verval geraakt, de intensivering van de werkloosheid is daardoor flink toegenomen, hoewel de zuidelijke cementfabriek, de oudste, heropend is in 2005. Met ingang van 2007 leverden de vier bestaande installaties een totale productie van slechts 0,8 miljoen ton per jaar als gevolg van het tekort aan elektriciteit. Vijf nieuwe cementfabrieken met een capaciteit van 9 miljoen ton per jaar worden gebouwd aan de rand van Samawah en zullen werk verschaffen aan enkele duizenden geschoolde en ongeschoolde werknemers, alsmede het vullen 45% van de totale cement behoeften in Irak.
Een kleine olieraffinaderij werd heropend in As-Samawah in 2005 deze wordt uitgeschakeld na 15 jaar. De bestaande 10.000 barrel per capaciteit faciliteit werd verdubbeld tot 20 000 bbl in 2006 en werd te zijn gestegen tot 30.000 in 2007. De faciliteit is verbonden via een pijpleiding naar de nieuwe Kifl olieveld in As Samawah provincie die een initiële capaciteit van 40 000 bbl heeft. Het grote voordeel van de raffinaderij is dat het is ontworpen voor de verwerking van zware ruwe olie, waardoor de lichte ruwe olie worden uitgevoerd.
De historische route tussen Mesopotamië en Saoedi-Arabië liep dwars door As-Samawah, en het heeft een doorgaande weg naar de belangrijkste handelspartners voor de Iraakse producten, wat Saoedi-Arabië dus is geweest.
As-Samawah is het thuis van een werf voor de vernieuwing van het spoor en het onderhoud van het rollend materieel en locomotieven langs de Bagdad-Basra spoorlijnen. Het station van As-Samawah station is gunstig gelegen tussen Bagdad en Basra. Revisie faciliteiten voor de spoorwegen zijn een belangrijke bron van werkgelegenheid in deze Iraakse stad. Er was tevens een revisie faciliteit voor de Iraakse pantsereenheden gevestigd in As-Samawah, waar van heden ten dage niets meer over is.
In termen van de landbouw, de belangrijkste producten die verkrijgbaar zijn in Irak worden onder andere geteeld in As-Samawah, zoals dadels, tarwe, gerst, citrusvruchten, en tomaten. Bovendien is As-Samawah de thuishaven van de kleine en zeldzame handel in wilde truffels, die groeien in de woestijn van de provincie Al-Muthanna.
De Bahr al Milh, of Zout Zee, gelegen op 20 km naar het zuidwesten van As-Samawah, is de belangrijkste bron van industriële zouten in Irak, en de grote zout winning en verwerking faciliteiten zijn er gelegen om dit onderdeel te exploiteren.
Een bloeiende industrie aan de rand van de stad As-Samawah is in de traditionele zon gebakken baksteen, die voornamelijk door middel van vrouwelijke arbeiders wordt uitgevoerd voor het vormen en drogen van bakstenen. Grote tijdelijke ovens met schoorstenen zo hoog als 30 m, zijn door de dorpelingen in de omliggende regio gemaakt uit gebakken stenen met dezelfde methodes die gebruikt werden tijdens de Sumerische en Akkadische perioden.
As-Samawah heeft zijn eigen media-industrie, met de onlangs heropende Muthanna TV Broadcasting Terrestrial die uitzendt aan As-Samawah en de rest provincie. Het richt zich vooral op lokaal nieuws en politieke vraagstukken. Het station kreeg bekendheid als de 'Robin Hood van de televisie " door het uitzenden van de WK 2006 wedstrijden zonder vergunning met behulp van een abonnement op een pay-per-view-satelliet kanaal. De centrale overheid die niet in staat was om een uitspraak tegen de tv-zender af te dwingen om de uitzendingen te stoppen.
Er is een kleine huisindustrie van tapijtmakers in de stad, waar in voornamelijk vrouwen werkzaam zijn. De voordelen voor de lokale tapijt makers zijn van de beschikbaarheid van goedkope grondstoffen, wol uit de woestijn Bedu die gebruikmaken van As-Samawah als hun belangrijkste handelspartners, en de beschikbaarheid van goedkope arbeidskrachten in deze arme stad.

## Bereikbaarheid van As-Samawah
As-Samawah wordt bediend door een snelweg voor het wegverkeer uit Bagdad en Basra (highway 8, tijdens en vlak na de invasie in 2003 werd de weg ook wel MSR Jackson genoemd). Het station levert het personenvervoer van zowel van en naar Bagdad en Basra en is de goedkoopste vorm van vervoer. Het treinstation ligt op ongeveer 4 kilometer in het westen van Centraal-Samawah.
As-Samawah is ook toegankelijk via de rivier de Eufraat.

## Prominenten uit As-Samawah
Een aantal prominente kunstenaars zijn afkomstig uit As-Samawah, waaronder dichters, schilders en beeldhouwers.
Als gevolg van het overwicht van zowel communisten als sjiieten in de stad, dreigden de meesten van hen te worden vermoord door het Ba'ath-regime van Saddam Hoessein of leefden in ballingschap voor een groot deel van hun leven.

## Veiligheid sinds de Amerikaanse invasie in 2003
Sinds de Amerikaanse invasie in 2003 in Irak, heeft de stad de minste problemen met de coalitietroepen, met de activiteit van opstandelingen vrijwel nihil vergeleken met de rest van Irak.
Elementen van de Amerikaanse 82nd Airborne Division en 1-41 Infanterie, 1st Armored Division, namen de stad in na felle gevechten met de Fedayeen milities in de dagen na de initiële invasie. Na de eerste fase van de bestrijding eindigde in mei 2003, de 82e werd afgelost door Amerikaanse mariniers van RCT-5, 1st Marine Division. Controle van de stad werd overgedragen aan de Nederlandse troepen in augustus 2003 en die er vervolgens verbleven tot 2005, de missie werd Stabilisation Force Iraq (SFIR) genoemd.
Japan Self-Defense Forces, gelegerd in As-Samawah sinds januari 2004, verlieten in 2006 de stad. Britse en Australische troepen vertrokken later ook uit As-Samawah waar door de hele provincie als eerste in Irak verantwoordelijk was voor zijn eigen veiligheid, nagesynchroniseerd in Iraakse spraakgebruik de eerste "groene provincie", wat betekent dat het volledig onafhankelijk is.
Op 24 december in 2006, vond er politiek geweld tussen sjiitische milities plaats in As-Samawah, waarbij 9 mensen, waaronder 4 politieagenten gedood werden. Naar verluidt probeerden plaatselijke leden van het Mahdi-leger de stad in handen te krijgen en botsten met de politie, die werden begeleid door de Badr Organisatie. Interne strijd en verdeeldheid onder de lokale stammen werd gemeld. Vennoten van de Mahdi-leider Muqtada al-Sadr zei dat hij distantieerde zich van de As-Samawah milities, die onder leiding stonden van een "afvallige geestelijke".